# Barbara Palvin
Barbara Sprouse (IPA: [ˈbɒrbɒrɒ ˈpɒlvin]; Budapest, 8 ottobre 1993) è una supermodella ungherese.
È apparsa per la prima volta su Sports Illustrated Swimsuit Issue nel 2016, mentre nel 2019 è diventata un "angelo" di Victoria's Secret.

## Biografia
Barbara Palvin Sprouse è nata a Budapest, in Ungheria, l'8 ottobre 1993; ha una sorella maggiore di nome Anita.
Ha frequentato la scuola elementare Erkel Ferenc e la scuola superiore Szinyei Merse di Budapest. Sin da piccola si è sempre definita un "maschiaccio", infatti ha iniziato a praticare calcio e canto, considerati da lei stessa i suoi passatempi preferiti.

## Carriera

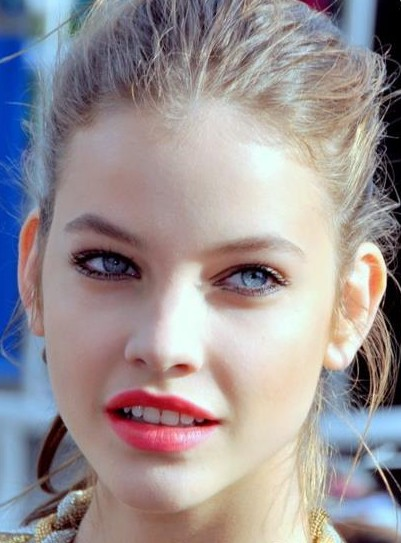
Barbara Palvin nel 2012

Barbara è stata "scoperta" dal suo manager, Balázs Méhész della IMG Models a soli 13 anni, nel 2006, mentre camminava per le strade di Budapest assieme a sua mamma.
Ha girato il suo primo editoriale per Spur Magazine (in Giappone) e, successivamente, si è trasferita in Asia dove ha continuato a posare per diversi servizi fotografici. In pochi anni ha saputo farsi strada nell'universo della moda apparendo in parecchie riviste del settore e per diverse nazioni.
In Argentina, in Francia per L'Officiel nel febbraio 2010, per Jalouse nell'aprile del medesimo anno, per French Revue de Mode nell'edizione primavera/estate 2011 e per Elle del 16 settembre 2011 e dell'aprile 2012. In Ungheria posa per il Glamour nel settembre del 2010 e nell'Elle dell'ottobre 2011. Mentre per la Corea nel numero di Vougue Girl e nell'Harper’s Bazaar, entrambi dell'aprile 2011. In Libano per Elle Oriental nel novembre 2011, per la Russia L'Officiel nel marzo 2010 e nel Vouge del Dicembre dello stesso anno. In Spagna per la rivista Rabat nel gennaio 2012.
Il suo debutto in passerella è avvenuto con Prada, durante la settimana della moda nel febbraio 2010. Nel corso della sua carriera ha sfilato per brand importanti come Chanel, Giorgio Armani, Louis Vuitton, Nina Ricci, Emanuel Ungaro, Vivienne Westwood, Miu Miu, Christopher Kane, Julien MacDonald, Jeremy Scott, Etro, New Yorker, H&M, Pull and Bear, Armani Exchange, Calvin Klein ‘Forbidden Euphoria’ fragrance, Intimissimi, Calzedonia, Decious, Jazmin Chebar, Tommy Hilfiger, L'Oréal, Spick and Span Noble, Stradivarius, Victoria's Secret, Rosa Clara, Rag & Bone Jeans e tanti altri.
Ha inoltre partecipato ai Ready to wear di diverse collezioni, autunno/inverno 2010-2011 e primavera/estate 2011-2012.
Nel 2011 ha aperto la campagna Pre-Fall 2011/2012 di Chanel e in seguito assieme a Cara Delevingne e Simon Nessman posa per la collezione H&M Authentic Collection F/W 2011. Conquista notorietà nel 2012, sfilando per lo show TV Victoria's Secret Fashion Show, organizzato dalla linea d'intimo Victoria's Secret, accanto a topmodel del calibro di Alessandra Ambrosio, Miranda Kerr e Adriana Lima. Prende parte al progetto Victoria's Secret PINK 2012 e al Victoria's Secret Designer Collection posando per un servizio fotografico in solitaria. Partecipa alla show anche nell'edizione del 2018.
Nel febbraio dello stesso anno viene scelta come testimonial per la L'Oréal, diventando a 19 anni l'ambasciatrice più giovane, per la quale gira diversi spot pubblicitari rappresentando il rossetto Rouge Caresse e la collezione di make up Miss Candy. Nel 2013 viene riconfermata e nuovamente presta il proprio volto per diversi prodotti e pubblicità televisive, come il mascara Manga e il fondotinta Infaillible 24h-Mat incrementando ulteriormente la propria fama.

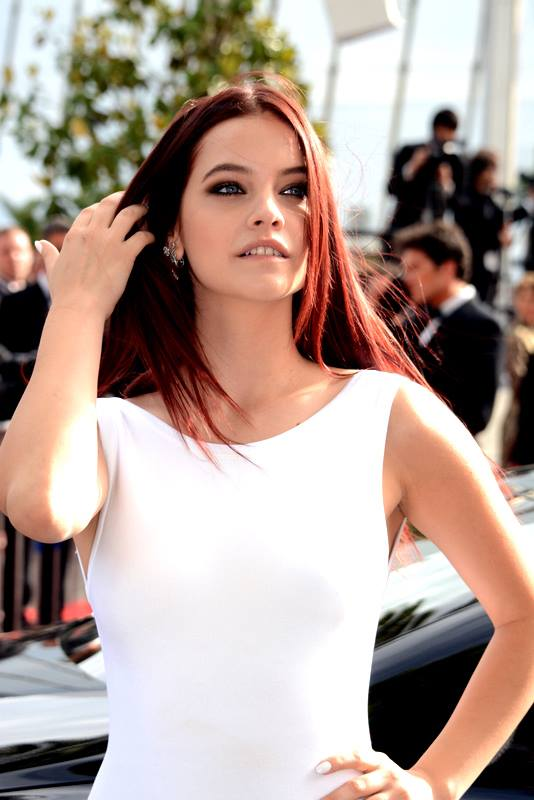
Barbara Palvin nel 2014

Nel maggio 2013 è la protagonista della campagna pubblicitaria di Intimissimi. E posa anche in quella di H&M primavera/estate 2013 insieme a Toni Garrn.
Nel luglio 2013 posa anche in uno spot per Mambo Goddess Australia 2013, per la collezione primavera/state 2013-2014 assieme ad Ashley Hart. Nel 2012, 2013 e 2014 è testimonial, insieme a Sara Sampaio, della linea di abiti da sposa Rosa Clarà.
La Palvin si è classificata quarantesima nella lista Top 50 Models Women stilata da models.com. Sempre lo stesso sito ha stilato un'altra classifica, The Money Girls, dove la Palvin si è classificata 23ª.
Nel 2014 è nel cast della pellicola Hercules - Il guerriero, dove interpreta la principessa greca Antimaca accanto a Dwayne Johnson e Irina Shayk.
Nel 2015 è testimonial, insieme a Baptiste Giabiconi, del profumo Private Club Fragrance di Karl Lagerfeld. Nel marzo 2016 viene scelta da Giorgio Armani come testimonial della fragranza Acqua di Gioia e dei nuovi profumi Air di Gioia e Sun di Gioia. Nel mese di agosto viene inserita, dalla rivista Forbes, all'undicesimo posto fra le modelle più pagate con un guadagno di 4 milioni di dollari, ex aequo con le modelle Lily Aldridge, Jasmine Tookes e Taylor Marie Hill. Inoltre viene scelta come testimonial della campagna autunno/inverno di Amazon.com.
Nello stesso anno appare sulla rivista Sports Illustrated Swimsuit Issue e viene eletta Rookie of The Year. Continua a collaborare con la rivista Sports Illustrated anche nel 2017, 2018 e 2019. Nel 2018 è testimonial della campagna primavera/estate di Pinko. Sempre nel 2018 diventa, insieme a Sara Sampaio, nuovo volto Armani Beauty (linea di make-up e skincare) e sfila nuovamente per lo show TV Victoria's Secret Fashion Show.
Dal 14 marzo 2019, è ufficialmente un "angelo" di Victoria's Secret.
Nel 2023 è nel cast del cortometraggio "Serpentine" diretto dalla regista Eva Vik. Interpreta il ruolo di Eve accanto a Luke Brandon Field nel ruolo di Severus e a Soo Joo Park nel ruolo di Saite.
Nel 2025 è l'interprete e la protagonista del video e della pubblicità della nuova linea "The UnderWow", della nota casa Italiana Intimissimi.

## Vita privata
Ha sposato nel 2023 in Ungheria l'attore statunitense Dylan Sprouse. La coppia vive a Brooklyn (New York).

## Filmografia
- Hercules - Il guerriero, regia di Brett Ratner (2014)

## Agenzie
- Uno Models - Barcellona
- Bon Image Corp - Tokyo
- IMG Models - New York
- IMG Models - Londra
- Ford Models - USA
- Next model - Parigi

## Campagne pubblicitarie
- Aimer (2018)
- Amazon Moda A/I (2016)
- A.P.C. A/I (2013)
- Armani Beauty (2018-2020)
- Armani Exchange P/E (2012) A/I (2012)
- Armani Exchange Summer Pop Campaign P/E (2012)
- Bean Pole A/I (2013)
- Calvin Klein Forbidden Euphoria Fragrance (2011-2014)
- Calzedonia (2019)
- Cartier De Lune Fragrance (2014-2016)
- Chanel Beauty P/E (2011)
- Chanel Jewelry (2015)
- Chanel Rouge Allure (2012)
- Express A/I (2011)
- Express Jeans (2014)
- Fendi (2018)
- Gas Jeans A/I (2013) P/E (2014)
- Giorgio Armani, Acqua di Gioia Fragrance (2016-2019)
- Giorgio Armani, Air di Gioia Fragrance (2016-2018)
- Giorgio Armani, Sun di Gioia Fragrance (2016-2018)
- H&M P/E (2013)
- H&M Authentic Collection A/I (2011)
- iBLUES P/E (2014)
- Intimissimi (2025)
- Isola Marras P/E (2010)
- Joe Fresh A/I (2012)
- Karl Lagerfeld Private Club Fragrance (2015-2016)
- L'Oréal (2012-presente)
- Longines (2024)
- Louis Quatorze A/I (2011)
- LOVCAT P/E (2013) A/I (2013)
- Mackage A/I (2019)
- Metro City (2016)
- Nina Ricci Belles De Nina Fragrances (2019)
- Pinko P/E (2018)
- Ports 1961 P/E (2024)
- Replay P/E (2013)
- River Island A/I (2013)
- Rosa Cha (2015)
- Rosa Clarà (2012-2014)
- Solid & Striped summer (2018)
- Twin-Set Lingerie P/E (2014)
- Uniquo UT P/E (2014)
- Victoria's Secret (2011-2013;2019-presente)
- Vince Camputo P/E (2016)